# Chang Kim Wai
Chang Kim Wai (* 17. August 1976) ist ein malaysischer Badmintonspieler. 

## Karriere
Chang Kim Wai wurde 2003 Dritter bei den Hongkong Open im Herrendoppel mit Hong Chieng Hun. Ein Jahr später siegten beide bei den Polish International. Bei den China Open 2001 wurden sie Fünfte, bei den Hongkong Open des gleichen Jahres Dritte. Silber gewann Chang Kim Wai bei den Commonwealth Games 2002 und den Südostasienspielen 2002.

## Sportliche Erfolge
| Saison | Veranstaltung                         | Disziplin    | Platz | Name                            |
| ------ | ------------------------------------- | ------------ | ----- | ------------------------------- |
| 1999   | Hongkong Open                         | Herrendoppel | 3     | Chang Kim Wai / Hong Chieng Hun |
| 2000   | Polish International                  | Herrendoppel | 1     | Chang Kim Wai / Hong Chieng Hun |
| 2001   | China: Internationale Meisterschaften | Herrendoppel | 5     | Chang Kim Wai / Hong Chieng Hun |
| 2001   | Hongkong Open                         | Herrendoppel | 3     | Chang Kim Wai / Hong Chieng Hun |
| 2002   | Commonwealth Games                    | Herrendoppel | 2     | Choong Tan Fook / Chan Kim Wai  |
| 2003   | Südostasienspiele                     | Herrendoppel | 2     | Chew Choon Eng / Chan Kim Wai   |